# Bedikulon
Bedikulon is een bestuurslaag in het regentschap Ponorogo van de provincie Oost-Java, Indonesië. Bedikulon telt 1520 inwoners (volkstelling 2010).